# Jean de La Ceppède
Jean de La Ceppède  (* um 1550 in Marseille; † 21. Juli 1623 in Avignon) war ein französischer Schriftsteller des Barock.

## Leben und Werk
La Ceppède war hoher Staatsdiener in Aix-en-Provence (beim Gouverneur der Provence), wo er auch François de Malherbe kennenlernte. Er publizierte (im Geiste der katholischen Gegenreformation) unter dem Titel Théorèmes (wörtlich: Lehrsätze) in 515 Sonetten (zuzüglich langer Prosakommentare) eine monumentale Meditation über Leiden, Tod und Auferstehung von Jesus Christus, an der er über dreißig Jahre arbeitete (begonnen im Exil in Avignon, 1590–1594, abgeschlossen 1622). Das Werk, eine Art Bachpassion in Worten und wohl von den Exerzitien des Ignatius von Loyola beeinflusst, war bis ins 20. Jahrhundert vergessen, wurde erst von Henri Bremond wiederentdeckt und wird seit 1945 intensiv erforscht.

## Werke
- Imitation des pseaumes de la pénitence de David. Jean Tholosan, Lyon 1594, 1612.
- Les Théorèmes de messire Jean de La Ceppède, seigneur d’Aigalades, sur le sacré mystère de nostre rédemption, suivis de l’imitation de quelques pseaumes et autres meslanges spirituels. 2 Bände. Colomiez, Toulouse 1613–1621. (Droz, Genf 1966)
  - Les Theoremes sur le sacré mystere de nostre redemption. kritisch hrsg. von Yvette Quenot. Société des textes français modernes/Nizet, Paris 1988–1989.
  - Les théorèmes sur le sacré mystère de notre Rédemption. hrsg. von Jacqueline Plantié. Champion, Paris 1996.

### Handbuchinformation
- Jean-Charles Payen, Jean-Pierre Chauveau: La poésie des origines à 1715. Armand Colin, Paris 1968, S. 119–120, 168–169  und 410–411.
- Yvette Quenot: Jean de La Ceppède. In: Laffont-Bompiani. Le nouveau dictionnaire des oeuvres de tous les temps et de tous les pays. Auteurs. (= Reihe Bouquins). Paris 1994, S. 1761.
- Frank Lestringant: Jean de La Ceppède. In: Jean-Pierre Beaumarchais, Daniel Couty, Alain Rey (Hrsg.): Dictionnaire des écrivains de langue française. Larousse, Paris 2001, S. 936–937.